# Ту-22
„Туполев Ту-22 Шило“ (означение на НАТО: Blinder) е съветски (по разработка) свръхзвуков среден бомбардировач и разузнавателен самолет.

## Развитие
Ту-22 е замислен като свръхзвуков заместител на Ту-16. Новият дизайн (назован Самолет 105) е разработен през 1954, но прототипът е създаден чак през 1958 и същата година извършва първия си полет. След като новите технологии за намаляване на триенето при свръхзвукови скорости стават достъпни в СССР, е разработен нов прототип (Самолет 105А), който полита за пръв път на 7 септември 1959 година. Първият серийно произведен Ту-22 е произведен в завод номер 22 в Казан и полита на 22 септември 1960. На следващата година е представен официално и влиза на въоръжение през 1962.
Самолетът е имал множество технически проблеми, които го правят ненадежден. Някои от тях са тенденция към силно загряване на фюзелажа при свръхзвукови скорости, вследствие на което се намалява ефективността на контролните механизми, както и прекалено висока скорост при кацане – над 100 км/ч. При подобно приземяване често се е случвало опашката на Ту-22 да се удари в пистата. Друг проблем е бил и неустойчивият колесник, който понякога се е разбивал при кацането със сериозни последствия. Дори след отстраняването на тези проблеми, Ту-22 остава труден за управление и поддръжка. По тази причина са били конструирани едва 15 – 20 Ту-22Б – основният модел. Освен това, въпреки че е бил по-бърз, самолетът отстъпва на Ту-16 по максимален полезен товар, обсег и летателен ресурс.
Ту-22 е бил изнасян за Ирак и Либия. Египет също е проявил желание да закупи бомбардировачи, но в началото на войната Йом Кипур отношенията между Москва и Кайро се охлаждат и руснаците отказват да продадат самолети на египтяните.

## Конструкция
„Ту-22“ има криле със стреловидност 55°. Има 2 реактивни двигателя, разположени в задната част на самолета при опашката. Пречупените криле увеличават скоростта на самолета, което е плюс във въздуха, но се изискват по-дълги писти за кацане и излитане. Пилотът има ограничена видимост от кабината.
Защитното въоръжение се състои от две 23-мм оръдия НР-23, всяко с боекомплект от 250 патрона. Основното въоръжение се състои от 24 бомби ФАБ-500 с тегло 500 кг всяка, една ФАБ-9000 с тегло 9000 кг или различни свободнопадащи ядрени оръжия.
„Ту-22К“ е ракетоносец с ракета Х-22 с обсег 440 км.
Допълнителното оборудване включва оптическа система за бомбардиране с радар Рубин-1А. Ту-22Р е бил снабден с радарен заглушител АПП-22 или система от камери.

## Варианти
Общо са произведени 311 машини до 1969 г.
- Ту-22Б

Основен вариант със свободно падащи бомби. Едва 15 конструирани, използвани за тренировки и учения. 15 произведени.
- Ту-22Р

Разузнавателен вариант със запазена боеспособност. Общо 127 произведени машини с означение Р и производни.
- Ту-22РД

Т-22Р с оборудване за презареждане във въздуха.
- Ту-22РК

Разузнавателен вариант със запазена боеспособност и оборудване за радиоелектронно разузнаване.
- Ту-22РДК

Ту-22РК с оборудване за презареждане във въздуха.
- Ту-22РДМ

Модернизиран разузнавателен самолет. Оборудването включва спускаем с парашут контейнер с апаратура.
- Ту-22П

Самолет за радиоелектронна борба. Общо 47 произведени машини с означение П и производни.
- Ту-22ПД

Ту-22П с оборудване за презареждане във въздуха
- Ту-22К

Ракетоносец от 1965 година, въоръжен с една крилата ракета Радуга Х-22. Общо 76 произведени машини с означение К и производни.
- Ту-22КД

Ту-22К с оборудване за презареждане във въздуха.
- Ту-22КП

Самолет за радиоелектронна борба и бомбардировки, въоръжен също с една ракета Х-22П.
- Ту-22КПД

Ту-22КП с оборудване за презареждане във въздуха.
- Ту-22У

Учебно-тренировъчен вариант. Общо 46 произведени машини с означение У и производни.
- Ту-22УД

Ту-22УД с оборудване за презареждане във въздуха.

## Използване
Либия
Либия е използвала своите Ту-22 през 1979 за бомбардировки над град Мванза в Танзания, за да помогне на угандийските си съюзници. По-късно същите самолети са употребени за бомбардировки над Чад и Судан. През 1986 един Ту-22Б лети близо 1000 км на малка височина, за да не бъде засечен от френските радари, с приблизителна скорост над Мах 1. Малко преди да наближи целта си – френското военно летище край Нджамена, либийският самолет рязко се издига до височина от 5030 метра и хвърля три големи бомби. Въпреки сложната маневра и високата скорост, ударът е изключително точен – две от бомбите удрят основната писта, а третата поразява страничната писта. Поне един либийски Ту-22 е бил свален от зенитна ракета през 1987. Според свидетели пилотът е успял да катапултира, но парашутът му е горял. Още един бомбардировач е бил свален от френската ПВО над Нджамена на 7 септември 1987. След претърсване на мястото на катастрофата е намерана кабината на самолета с трима мъртви източногермански пилоти, все още заклещени вътре.
Ирак
Ирак използва Ту-22 единствено по време на ирано-иракската война и изгубва 7 от общо 12-те си самолета. Един от тях е бил свален от зенитна ракета над Техеран, а друг – от изтребител F-14.
СССР
Единствената употреба на Ту-22 от СССР в истински военни действия е по време на бомбардировки над Афганистан. Няколко самолети с радарни заглушители Ту-22ПД ескортират други Ту-22М за да ги предпазят от пакистанската военновъздушна отбрана по границата с Афганистан.

## Оператори
Бивши
 Украйна
- Украинските военновъздушни сили

 Ирак
- Иракските военновъздушни сили са получили 12 самолета.

 Русия
- Руски военновъздушни сили

 СССР
- Съветски военновъздушни сили

 Либия
- Либийските военновъздушни сили не са изтеглили от експлоатация своите Ту-22, но държи повечето в резерв и не ги използва заради липса на резервни части. Някои са в експлоатация.